# Kleingebiet Bodrogköz
Das Kleingebiet Bodrogköz (ungarisch Bodrogközi kistérség) war eine ungarische Verwaltungseinheit (LAU 1) innerhalb des Komitats Borsod-Abaúj-Zemplén. Im Zuge der Verwaltungsreform von 2013 gingen 15 Ortschaften im Kreis Cigánd (ungarisch Cigándi járás) auf, zwei Ortschaften wechselten in den Kreis Sátoraljaújhely (ungarisch Sátoraljaújhelyi járás).
Auf einer Fläche von 400,38 km² lebten Ende 2012 17.302 Einwohner. Der Verwaltungssitz befand sich in der einzigen Stadt Cigánd (3.037 Ew.).

## Ortschaften
| Alsóberecki | Bodroghalom  | Cigánd     | Dámóc     | Felsőberecki  |
| Karcsa      | Karos        | Kisrozvágy | Lácacséke | Nagyrozvágy   |
| Pácin       | Révleányvár  | Ricse      | Semjén    | Tiszacsermely |
| Tiszakarád  | Zemplénagárd |            |           |               |